# 贾晓炜
贾晓炜（1953年4月—）男，山东青州人，出生于北京。中国人民解放军中将。

## 生平
1969年2月参加工作。中国人民解放军国防大学战役指挥专业毕业，研究生学历，硕士学位。早年参加中越战争，此后历任团参谋长，副团长、团长、旅长、副师长、师长。1996年底，任陆军第四十一集团军副参谋长，1998年任参谋长。1999年9月，任陆军第四十一集团军副军长；2002年，任军长。2009年，任广州军区参谋长。2014年12月，任广州军区副司令员。2016年1月，任广州军区善后办主任、党委副书记。2017年11月，不再担任广州军区善后办主任。
2011年7月，晋升为中国人民解放军中将军衔。
2008年，当选第十一届全国人大代表。2018年1月，当选第十三届全国政协委员。